# Assassinato de Jun Lin

Jun Lin

O assassinato de Jun Lin, um estudante internacional chinês, ocorreu em 24 de maio de 2012 em Montreal, no Canadá. O assassino, Luka Rocco Magnotta, publicou um vídeo do homicídio online e depois enviou os membros da vítima pelo correio para escolas primárias e para departamentos de partidos políticos, o que teve repercussão internacional. 
Magnotta então voou para Paris, tornando-se tema de um alerta vermelho da Interpol e originando uma caça ao homem internacional. Foi preso em uma lan house em Berlim enquanto lia as notícias sobre ele próprio em junho de 2012. Depois de 8 dias de deliberações, o júri condenou-o por homicídio em primeiro grau em 23 de dezembro de 2014.
Anteriormente tinha sido perseguido pelos grupos de direitos animais por, alegadamente, publicar vídeos de ele próprio matando gatinhos, incluindo um intitulado "1 Boy 2 Kittens" que mostra um homem deliberadamente a sufocar dois gatinhos com um aspirador. O caso todo pode ser explicado mais detalhadamente no documentário Don't F**k with Cats: Hunting an Internet Killer, publicado pela Netflix em 2019.

## Vítima
Lin Jun (Wuhan, 30 de dezembro de 1978 - Montreal, 24 de maio de 2012), também conhecido como Justin Lin, era um  estudante internacional de Wuhan em Engenharia e Ciência da Computação na Universidade de Concordia. Ele trabalhava em tempo parcial numa loja de conveniência como caixa em Pointe-Saint-Charles. Lin estudava em Montreal desde julho de 2011. Lin mudou-se para um apartamento com companheiro de casa na zona de Griffintown em 1 de maio. Foi visto pela última vez em 24 de maio de 2012, os seus amigos disseram ter recebido uma mensagem dele às 9 da noite. Seu chefe ficou desconfiado quando ele não apareceu para o seu turno no dia seguinte. Três dos seus amigos foram ao seu apartamento em 27 de maio. Jun Lin foi dado como desaparecido à polícia em 29 de maio.
Em 25 de maio de 2012, foi publicado um vídeo de 11 minutos chamado "1 Lunatic 1 Ice Pick" na plataforma Bestgore.com, mostrando um homem nu atado a uma cama sendo repetidamente golpeado com um picador de gelo e uma faca de cozinha em suas costas, após isso, o corpo foi desmembrado, e seguido de atos de necrofilia. O perpetrador, usava uma faca e um garfo para cortar alguns pedaços de carne do corpo da vítima e, logo depois, no mesmo vídeo, também matou um filhote de cachorro. Durante o vídeo, tocava ao fundo a música de 1987,  "True Faith", de New Order, e era visível na parede um pôster do filme de 1942 Casablanca. As autoridades canadenses obtiveram uma versão "extensa" do vídeo e afirmaram que pode ter ocorrido canibalismo. Os materiais que promoviam o vídeo apareceram online 10 dias antes de o homicídio acontecer.

## Assassino

Mugshot de Luka Rocco Magnotta

Luka Rocco Magnotta (Toronto, 24 de julho de 1982; nascido Eric Clinton Kirk Newman) frequentou a Escola Secundária I. E. Weldon em Lindsay. Em 2003, começou a aparecer em vídeos pornográficos, ocasionalmente trabalhando como stripper e acompanhante masculino. Apareceu como modelo pin-up em 2005 na revista Fab de Toronto usando o pseudónimo "Jimmy". Em 2007, foi um concorrente no programa da OUTtv COVERguy. Magnotta tinha feito múltiplas cirurgias de cosmética e fez audição para o programa de televisão da Slice Plastic Makes Perfect em fevereiro de 2008. Em 2005, foi condenado por uma acusação de embuste e 3 acusações de fraude contra a Sears Canadá, depois de se fazer passar por uma mulher e candidatar-se a um cartão de crédito e comprar mais de 10 mil dólares em itens. Deu-se como culpado e recebeu uma sentença de 9 meses com 12 meses de liberdade condicional.
Magnotta criou muitos perfis em várias redes sociais e fóruns de discussão ao longo de vários anos para plantar várias queixas sobre ele. Um desses rumores surgiu em 2007, dizendo que Magnotta estava numa relação com Karla Homolka, uma canadense condenada por homicídio, que ele negou numa consequente entrevista com o Toronto Sun. Durante a investigação de homicídio, a polícia de Montreal inicialmente anunciou que o par tinha saído, mas rapidamente tiraram a declaração e reconheceram que não tinham provas. Como com a relação de Homolka, Magnotta negou repetidamente as queixas como partidas e parte de uma campanha de perseguição cibernética contra ele. A polícia declarou que Magnotta criou pelo menos 70 páginas de Facebook e 20 websites sob nomes diferentes. Segundo o Southern Poverty Law Center, Magnotta publicou no seu site Stormfront sobre a supremacia ariana sob dois nomes diferentes, e seguiu-se a conta do Twitter do nacionalista branco Don Black. Num dos seus alegados comentários no Stormfront, Magnotta denunciou os chineses.

## Julgamento
Magnotta escolheu ser julgado por juiz e júri. Ele se declarou inocente, admitindo os atos do qual foi acusado, mas dizendo que não teve culpa devido a problemas mentais. O Promotor Público Louis Bouthillier fez o seu discurso de abertura em 29 de setembro de 2014. O Juiz do Supremo Tribunal Guy Cournoyer presidiu o julgamento, que durou 10 semanas. No primeiro dia, ele instruiu os jurados que Magnotta "admite os actos ou as condutos do crime do qual é acusado. A vossa tarefa será determinar se ele cometeu as 5 ofensas com o estado mental requerido para cada ofensa." Foram recuperadas 6 ferramentas (um par de tesouras, duas facas, uma chave de fendas, um serrote e um martelo) fora do apartamento de Magnotta e analisadas pelo especialista de balística Gilbert Desjardins. Ele disse que nenhuma podia ser definitivamente ligada ao homicídio, e não existiam marcas no esqueleto que sugerissem que chaves de fendas ou tesouras tenham sido usadas, mas algumas eram consistentes com o serrote e faca ou uma lâmina de X-Acto.
Durante o julgamento, o advogado de defesa Luc Leclair argumentou que Magnotta estava num estado psicótico na altura dos crimes e não podia ser responsabilizado pelas suas acções. A acusação da Coroa argumentou que o homicídio de Jun Lin foi organizado e premeditado e que Magnotta foi "decidido, considerado, ultra organizado e por isso responsável pelas suas acções." Magnotta escolheu não testemunhar durante o julgamento.
Depois de um julgamento de 12 semanas que incluiu 10 semanas de audiência de testemunhos, o júri de oito mulheres e quatro homens receberam as instruções finais do juiz do julgamento em 15 de dezembro de 2014 e recolheram para começar as suas deliberações no dia seguinte. No oitavo dia de deliberação, regressaram com um veredicto de culpado de todas as acusações. Magnotta foi condenado a uma sentença de prisão perpétua e seria elegível para liberdade condicional em 25 anos. Também foi sentenciado a 19 anos por outras acusações, para serem cumpridos ao mesmo tempo.
Magnotta preencheu um recurso pelas condenações serem anuladas e foi ordenado um novo julgamento. O recurso foi preenchido com o Tribunal de Recursos do Quebec pelo conselheiro de defesa de Magnotta Luc Leclair, citando um erro judicial do júri de instrução. O recurso mais tarde dizia que os "veredictos eram pouco razoáveis e insuportáveis pelas provas e pelas instruções." Magnotta retirou o seu apelo em 18 de fevereiro de 2015.

### Saúde mental
| Especialista    | Diagnóstico | Acusação/Defesa |
| --------------- | --- | --------------- |
| Dr. Roy         | Transtorno de personalidade borderline com traços histriônicos                                                           | Independente    |
| Dr. Paris       | Transtorno de personalidade borderline                                                                                   | Acusação        |
| Dr. Chamberland | Transtorno de personalidade antissocial, Transtorno de personalidade Histriônica, Transtorno de personalidade narcisista | Acusação        |
| Dr. Allard      | Esquizofrenia paranóica                                                                                                  | Defesa          |
| Dr. Watts       | Esquizofrenia, Transtorno de personalidade histriônica, traços de personalidade borderline, Parafilia                    | Defesa          |
| Dr. Barth       | Esquizofrenia paranóica                                                                                                  | Defesa          |

Durante o julgamento por homicídio, as testemunhas da defesa deram provas que Luka Magnotta tinha sido diagnosticado com esquizofrenia paranóica em adolescente. A acusação revelou que Magnotta tinha vindo a usar drogas ilegais durante os seus anos de adolescente o que levou aos sintomas de esquizofrenia e que Magnotta tinha sido diagnosticado com distúrbio de personalidade pelo especialista da acusação Dr. Joel Paris no Hospital Judeu em Montreal em abril de 2012. O Dr. Renée Roy, o psiquiatra forense que tinha vindo a tratar Magnotta no Centro de Detenção de Rivières-des-Prairies desde novembro de 2012, ao longo da sua audiência preliminar e no julgamento, também diagnosticou Magnotta com distúrbio de personalidade com traços teatrais. O Dr. Chamberland, outro especialista da Coroa que não tinha conseguido entrevistar Magnotta, diagnosticou-o com distúrbios de personalidade co-morbid Cluster B, incluindo distúrbio de personalidade e distúrbio com traços teatrais juntamente com traços de narcisismo e anti sociais. Magnotta é fortemente suspeito de fingir ser esquizofrénico desde que a sua defesa pediu a diminuição da responsabilidade devido a alegada esquizofrenia.

## Investigação de outros possíveis crimes
Magnotta é alegadamente a pessoa por trás da série de vídeos de crueldade animal envolvendo gatos que foram publicados no Youtube no início de 2010, incluindo um intitulado 1 Boy 2 Kittens" que mostra um homem deliberadamente a sufocar dois gatinhos com um aspirador. Em janeiro de 2011, um grupo privado de Facebook identificou Magnotta como sendo a pessoa nestes vídeos; posteriormente os grupos activistas de direitos animais ofereceram uma recompensa de cinco mil dólares para o trazer à Justiça. Em fevereiro de 2011, a polícia de Toronto começou a investigar Magnotta em ligação com os vídeos depois de receber uma queixa da Sociedade de Prevenção para a Crueldade Animal de Ontário. A OSPCA também contactou a Sociedade Real para a Prevenção da Crueldade Animal em Inglaterra, o FBI, e a polícia de Montreal devido às grandes viagens do suspeito.
Alex West, um jornalista do jornal britânico The Sun, conheceu Magnotta enquanto ele vivia em Londres em 2011, depois das queixas de ele ter feito "Python Christmas", um vídeo online mostrando um gatinho a ser comido vivo por uma pitão bivittatus. O The Sun contactou a Scotland Yard, que negou que o incidente em vídeo com a pitão tenha acontecido na sua jurisdição, dizendo que o vídeo tinha sido "publicado a partir de algures na América do Norte". Depois de ter conhecido Magnotta, Alex West disse ter recebido um email ameaçador, que acredita ter sido enviado por Magnotta.
Em 8 de junho, o Departamento da Polícia de Los Angeles anunciou que estavam em contacto com a polícia de Montreal para determinar se Magnotta estava envolvido no homicídio e decapitação por resolver de Hervey Medellin, conhecido como "Homicídio do Sinal de Hollywood" mas mais tarde anunciou que não acreditavam que tivesse envolvido no crime. O grupo de direitos animais Last Chance for Animals responsabilizou-se por publicar os vídeos do Youtube que os ligava ao Homicídio do Sinal de Hollywood para atrair que Magnotta os contactasse. LCA ofereceu um recompensa de 7,5 mil dólares por informação que levasse à sua prisão enquanto ele andava fugido. Em 16 de novembro de 2015, Gabriel Campos-Martinez foi sentenciado a 25 anos a perpétua pelo crime.

## Repercussão na mídia
O assassinato de Jun Lin e seu julgamento subsequente atraiu comparações em toda a América do Norte com Mark Twitchell, um assassino condenado inspirado por Dexter, que usou a mídia social em seus crimes e para autopromover seu trabalho. O autor Steve Lillebuen, que escreveu um livro sobre o caso, descreveu uma nova tendência no crime onde a mídia social permite que assassinos se tornem "transmissores online" e tenham acesso direto e instantâneo a uma audiência global que eles podem desejar.
A Netflix produziu uma série documental de três partes sobre Magnotta e o grupo de pessoas na internet que ajudaram a localizá-lo. O programa, intitulado Don't F**k with Cats: Hunting an Internet Killer, é dirigido por Mark Lewis, estreou em 18 de dezembro de 2019.